# Classe Oliver Hazard Perry
La classe Oliver Hazard Perry sono le ultime fregate realizzate in ordine di tempo per l'US Navy ed entrate in servizio tra il 1977 ed il 1988.

## Generalità
Esse hanno cambiato la tecnica rispetto alle Knox precedenti, con la sostituzione del lanciatore di missili ASROC (sistema missilistico antisommergibile) e del cannone da 127mm a prua con un lanciamissili Mk 13 per missili superficie-aria Standard SM-1 e antinave Harpoon, mentre a poppa l'hangar elicotteri (e il ponte di volo) sono stati ampliati per 2 elicotteri, a scapito del sistema missilistico superficie-aria Sea Sparrow.
Alla fine, per l'artiglieria si è trovato solo lo spazio per un cannone compatto da 76mm (costruito su licenza dell'italiana OTO-Melara), arrangiato a metà sovrastruttura. Nei loro limiti (un unico radar guidamissili tipo Mk. 92, unico asse elica + 2 propulsori azimutali, scarsa difesa ravvicinata ed artiglieria) sono state prodotte in oltre 50 esemplari per l'US Navy e per le marine militari di Australia, Spagna e Taiwan, specialmente perché sono una piattaforma assai economica per 2 elicotteri e un sistema missilistico a medio raggio.
Attualmente molti esemplari appartenenti alla prima serie di costruzione sono stati dismessi dalla US Navy e ceduti ad altre marine militari sul fiorente mercato dell'usato navale: ne hanno beneficiato le forze navali di Turchia, Egitto, Polonia, Bahrain.

## Origini
La specialità delle fregate missilistiche non ha certo una tradizione di breve durata nell'US Navy, allorché essa introdusse i sistemi missilistici, specie antiaerei e antisommergibile, nelle varie classi di navi fin dal dopoguerra. Ad un certo punto, anche gli incrociatori come quelli della classe Leahy erano considerati fregate missilistiche, ma il loro dislocamento di 6000+ tonnellate e il sofisticato sistema d'arma non si accordavano con la definizione di fregata che esisteva nelle marine europee e con il fatto che gli stessi cacciatorpediniere americani erano più piccoli, così tali navi vennero riclassificate incrociatori. Ma questo problema non si poneva con le piccole unità di scorta, che gli USA avevano cominciato a costruire, come nel caso della classe Garcia e della loro versione contraerea Brooke.
Ma queste navi vennero giudicate un successo relativamente modesto, con limiti in armamento ed equipaggiamento disponibile. Una classe successiva era la Knox, le cui 46 navi erano a tutti gli effetti la versione moderna delle navi di scorta quasi cacciatorpediniere come i DE della seconda guerra mondiale.
Esse erano ragionevolmente veloci, ben armate e ben equipaggiate, ma nondimeno, le necessità di migliori navi, che garantissero la presenza di una maggiore capacità missilistica e antisommergibile. Così vennero studiati ben presto nuove navi da guerra, capaci di essere prodotte in maniera assai semplice ma con elevate capacità antiaeree e ASW, solo secondariamente antinave. Così negli anni settanta si concretizzarono, come controparte dei numerosi grandi cacciatorpediniere Spruance, le fregate classe Perry.

## Tecnica
Come spesso accade nella Marina USA, la scelta del nome della capoclasse non si è dimostrata molto azzeccata, e così queste navi, che in antitesi alle precedenti Knox sono conosciute ufficialmente con un nome estremamente lungo e di non facile pronuncia, si chiamano, usualmente, semplicemente Perry.
Realizzate con una tecnica costruttiva tipica degli scafi delle unità americane, esse hanno un ponte continuo, e un cavallino di prua pronunciato, con un bordo libero sufficiente per resistere al mare grosso, che queste unità oceaniche hanno certamente in conto di dover affrontare.
Le Perry sono navi grandi, con un rapporto lunghezza-larghezza di 10:1, prua affilata, poppa a specchio (ovvero con struttura tronca), introdotta per la prima volta dagli incrociatori francesi della classe La Galissonniere. Le sovrastrutture sono in un unico blocco, ma di tipo assolutamente unico e inconfondibile. La ridotta larghezza dello scafo ha contribuito a rendere necessario allungare le strutture per oltre i 2/3 della lunghezza complessiva, e la cosa particolare è che esse non appaiono suddivise in blocchi a prua e poppa, ma sono letteralmente un tutt'uno, per giunta con lo stesso numero di ponti, che dà un'altezza costante e che conosce un'unica eccezione, quella della plancia di comando, che ha un ponte in più.
L'apparato motore, costituendo un netto taglio con il passato, è dato ora da turbine a gas, e non più a vapore. Esso ha una struttura basata sulle universali General Electric LM-2500 di derivazione aeronautica, tarate per 20.000 hp l'una.
Il vantaggio delle turbine a gas è la rapidità di accelerazione e accensione istantanea, perché non occorre più sprecare tempo e carburante per surriscaldare il vapore delle caldaie. L'efficienza termodinamica ne trae ulteriore vantaggio. L'efficienza e la leggerezza delle turbine sono superiori rispetto a quelle dei motori diesel, ma esse hanno un consumo di carburante, al contrario, maggiore quando operano a bassa potenza. Questo dà la ragione per avere dei complessi sistemi CODAG (COmbined Diesel And Gas), diesel da crociera e turbina per le alte velocità, e che sono installate su molte navi europee.
Nel caso delle Perry la struttura è semplificata, in quanto esse hanno un solo asse di funzionamento, che rende la lunga unità navale molto meno agile di quanto dovrebbe, e vulnerabile ai danni o guasti. Per rimediare a questa semplificazione, leggera ed economica, non priva di controindicazioni, sono stati installati due propulsori azimutali ausiliari, che hanno migliorato il problema riscontrato sulle Knox, ma non al punto di equipararlo ad un tradizionale apparato a due, assi per altrettanti gruppi motori.
Le fregate hanno un unico fumaiolo, basso, sistemato vicino alla parte posteriore della sovrastruttura, vicino agli hangar. Questo dà modo al cannone di mezza nave e al radar di avere un migliore campo di tiro.
I sensori sono di vario tipo. Il radar principale è l'SPS-40 da ricerca aerea a lungo raggio, sistemato in uno dei due alberi della nave, entrambi a traliccio metallico. Questo albero è il prodiero, più basso di quello di mezza nave, dedicato ad un radar di scoperta in superficie SPS-55 e a uno di navigazione, oltre che apparati radio, ESM ed altro ancora.
I sonar sono due, uno di questi è a scafo, anteriore, l'altro rimorchiabile, ma presente, almeno inizialmente, solo su 24 delle oltre 59 unità previste. I sensori sono presenti anche a bordo di elicotteri, infatti le navi sono equipaggiate con una coppia di elicotteri LAMPS, che sono il tipo I nelle prime 26 navi, e di tipo III nelle altre.
Il primo lotto, più corto di un paio di metri rispetto al secondo, presuppone l'uso di elicotteri SH-2F Seasprite medi denominati appunto LAMPS I; i LAMPS III sono i Sikorsky SH-60 Sea Hawk, ben più prestanti e moderni, ma egualmente armati con un paio di siluri, oppure in seguito con missili antinave Penguin, o infine con 1 o 2 cariche di profondità convenzionali e nucleari, ed operano dalle fregate del secondo lotto, le uniche ancora in servizio con la marina americana in quanto quelle del primo lotto sono state tutte cedute ad operatori stranieri. I sensori degli elicotteri sono rappresentati da un radar di scoperta, un MAD (rivelatore di anomalie magnetiche) e una batteria di sonoboe attive o passive. Non esiste invece un sonar filabile, almeno nelle macchine USA, che possono permettersi l'uso di sonoboe 'a perdere' di costi non trascurabili (e spesso cadute in mano ai sommergibilisti sovietici, molto interessati ai progressi tecnologici statunitensi).
Gli elicotteri hanno a disposizione un ampio ponte di volo, hangar poppiero, e un sistema di recupero rapido elicotteri RAST, capace di far operare le macchine anche con rollio di 28 gradi e beccheggio di 5. SI tratta di un sistema particolarmente apprezzabile per l'impiego di tali mezzi, e che rende possibile le missioni in tempo avverso.

### Armamento
Il problema di sistemare un armamento piuttosto consistente su queste unità navali non è stato mai del tutto risolto, in maniera soddisfacente. Visto che esse dovevano avere come armamento standard, e non come versioni particolari dei mezzi di base (Garcia, Knox, anche gli stessi Spruance), un sistema missilistico di difesa aerea, la questione che si è posta non è stata di facile soluzione: se gli elicotteri, necessari, sono sistemabili a poppa, il sistema missilistico è necessariamente collocabile solo a prua.

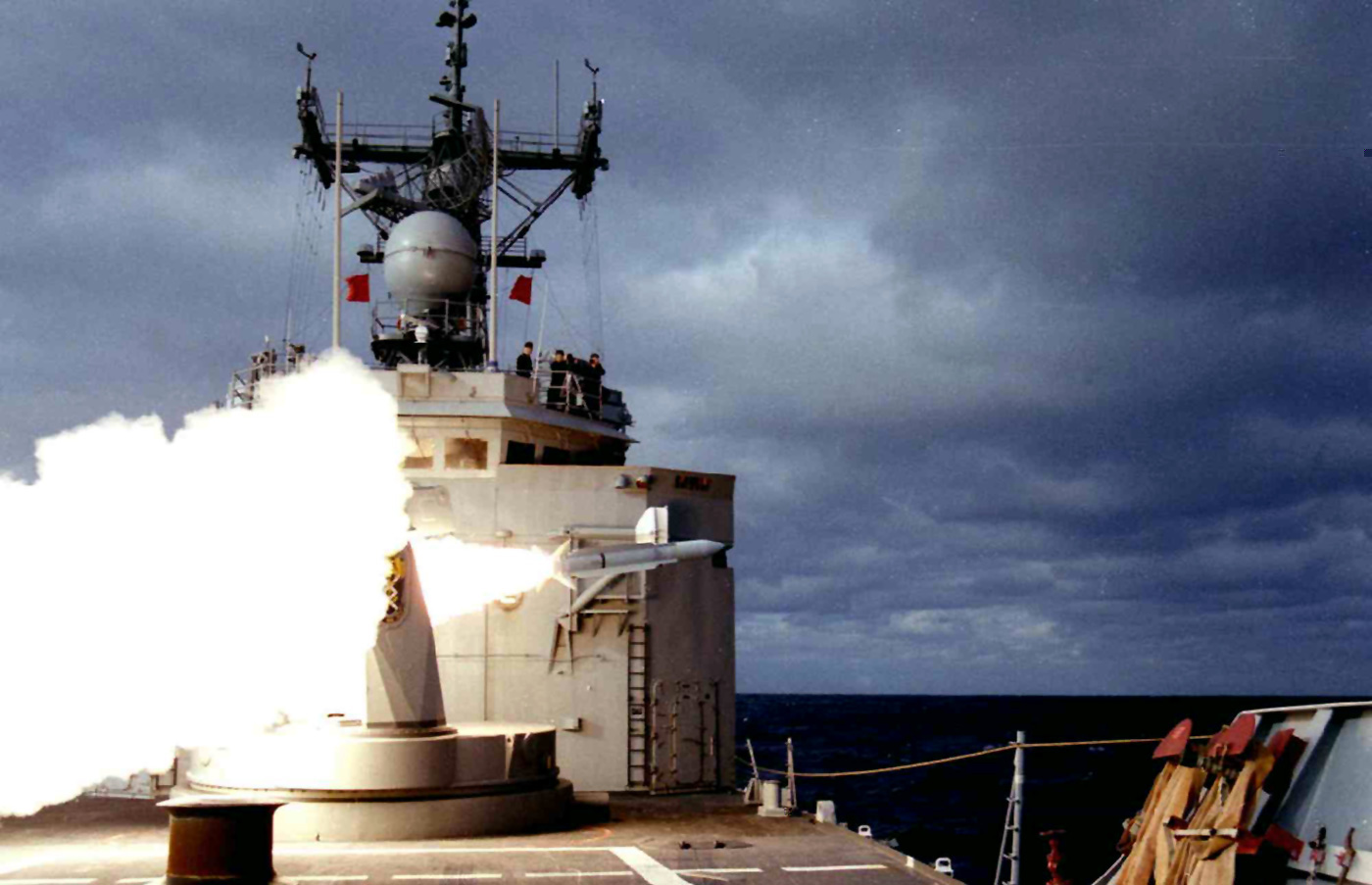
Lancio di un missile Standard SM-1 dalla fregata lanciamissili americana USS Thach (FFG-43)

A questo punto il cannone di bordo, arma d'ordinanza delle navi da guerra, è stato sistemato a mezza nave, in una posizione troppo alta sulla sovrastruttura, con una certa dispersione assicurata in caso di movimento di rollio dell'unità, e soprattutto l'incapacità sia di sparare a prua che a poppa, ma solo sui lati. La direzione del tiro è data da un radar sistemato in una piattaforma sopraelevata appena a prua.
Se l'armamento principale antisommergibile è dato da due elicotteri, allora l'ASROC è diventato non più necessario, perché con due elicotteri la possibilità che almeno uno sia pronto al volo è molto elevata.
Così l'ASROC di prua, che esisteva nelle Knox, non è stato mantenuto, come anche il cannone da 127 mm. Lo spazio è stato occupato dalla rampa di lancio Mk 13 con 40 missili antiaerei Standard SM-1 oppure un misto di questi e di missili antinave Harpoon.
La cadenza di tiro è di 6-7 colpi al minuto, ma solo un radar di tiro è presente, lo STIR di fabbricazione olandese (per via della maggiore leggerezza rispetto ai tipi americani) così che se non si usano i più recenti SM-2 non è possibile ingaggiare più di un bersaglio alla volta, e comunque solo nel settore non coperto dalle strutture di poppa.
Per proteggere queste è stato previsto un CIWS (Close-In Weapon System, sistema d'arma per la difesa ravvicinata) Vulcan-Phalanx, non installato fin dall'inizio, ma solo in un secondo tempo, diventando il mezzo di difesa ravvicinata standard. L'unico altro armamento è dato da 2 lanciasiluri da 324 mm. Mk 32 per siluri Mk 46, e qualche arma leggera eventualmente montata, come un paio di mitragliatrici di vario tipo.
Si potrebbe affermare che questa soluzione non aveva alternative, ma questo non è necessariamente vero. L'adozione dei missili SM-1 e di due elicotteri ha reso la nave praticamente indisponibile per altro che non armi di piccolo calibro.
Ma questa è una soluzione non necessariamente univoca, perché le fregate classe Brooke hanno avuto un lanciatore Mk 22 per missili antiaerei Tartar con 16 missili a mezza nave, un cannone da 127 e un lanciamissili ASROC a prua, oltre ad un elicottero a poppa. Anche se la dotazione di missili era inferiore a meno della metà, queste unità navali erano perfettamente adatte ai loro compiti, e comunque con un solo radar sarebbe stato davvero difficile poter lanciare più di 16 missili in una sola missione.
Nondimeno, queste unità erano più piccole delle Perry e con apparato motore con turbine a vapore e due assi. Nell'insieme rappresentavano un ben migliore compromesso di disegno, che però nel caso delle Perry non è stato ripetuto, preferendo un design drasticamente riveduto e da molti criticato, sia per l'asse unico, che per la dipendenza della nave su un solo sistema d'arma che racchiude tutta la capacità offensiva e gran parte di quella difensiva, rendendo possibile un blocco totale in caso di danni o guasti.

## Elenco navi

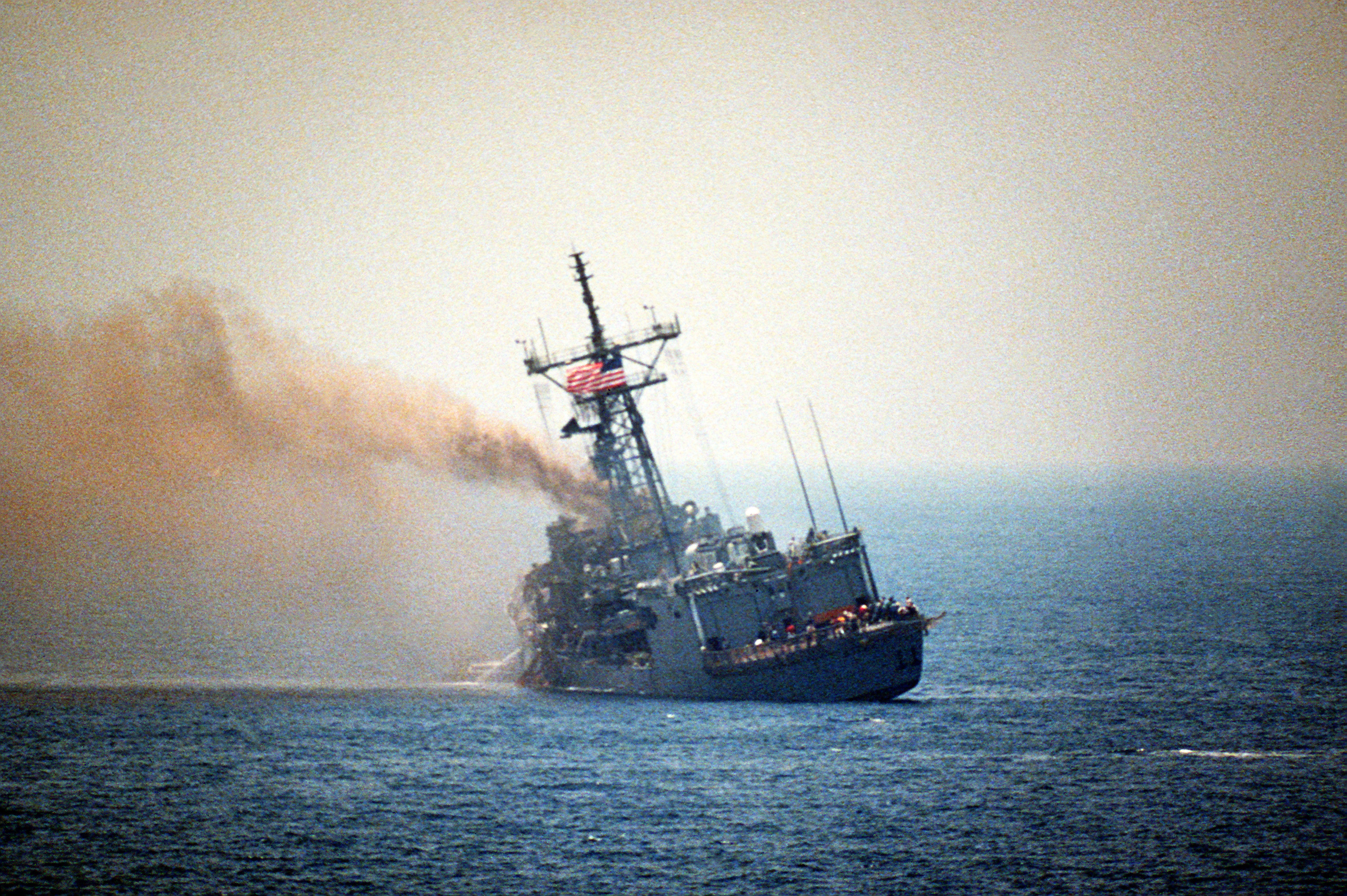
A margine della guerra Iran-Iraq, il 17 maggio 1987, l'USS Stark fu attaccato, apparentemente per cause accidentali, da un aereo iracheno. La nave fu colpita da due missili antinave Exocet

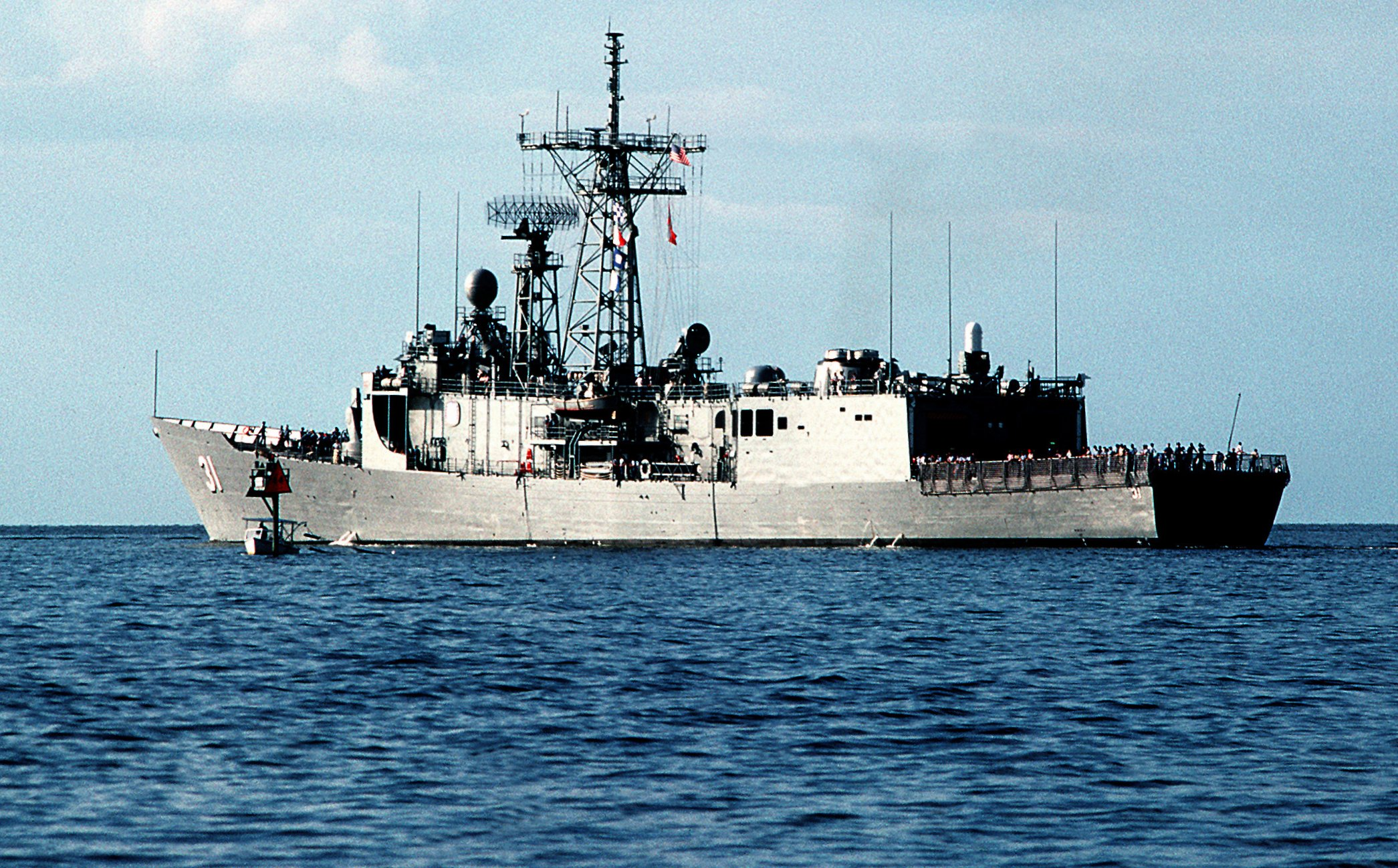
La massa delle sovrastrutture poppiere della Stark dimostra l'ingombro dell'hangar doppio

Scafo corto
| U.S. Navy - Classe Oliver Hazard Perry — Short hull | U.S. Navy - Classe Oliver Hazard Perry — Short hull | U.S. Navy - Classe Oliver Hazard Perry — Short hull | U.S. Navy - Classe Oliver Hazard Perry — Short hull | U.S. Navy - Classe Oliver Hazard Perry — Short hull | U.S. Navy - Classe Oliver Hazard Perry — Short hull                           | U.S. Navy - Classe Oliver Hazard Perry — Short hull                                                       |
| Nome                                                | Cantiere                                            | Entrata in servizio                                 | Radiazione                                          | Base                                                | Intitolazione                                                                 | Note |
| --------------------------------------------------- | --------------------------------------------------- | --------------------------------------------------- | --------------------------------------------------- | --------------------------------------------------- | ----------------------------------------------------------------------------- | --- |
| USS Oliver Hazard Perry (FFG-7)                     | Bath Iron Works, Bath                               | 17 dicembre 1977                                    | 20 febbraio 1997                                    | Naval Station Mayport                               | Oliver Hazard Perry (1785–1819)                                               | |
| USS Wadsworth (FFG-9)                               | Todd Pacific Shipyards, San Pedro                   | 2 aprile 1980                                       | 28 giugno 2002                                      | Base navale di San Diego                            | Alexander S. Wadsworth (1790–1851)                                            | Trasferito alla Marina polacca come ORP Generał Tadeusz Kościuszko (273) il 28 giugno 2002                |
| USS Duncan (FFG-10)                                 | Todd Pacific Shipyards, Seattle                     | 18 maggio 1980                                      | 17 dicembre 1994                                    | Naval Station Long Beach                            | Donald B. Duncan (1896–1975)                                                  | |
| USS Clark (FFG-11)                                  | Bath Iron Works, Bath                               | 9 maggio 1980                                       | 15 marzo 2000                                       | Naval Station Norfolk                               | Joseph J. Clark (1893–1971)                                                   | Trasferito alla Marina polacca come ORP Generał Kazimierz Pułaski (272)                                   |
| USS George Philip (FFG-12)                          | Todd Pacific Shipyards, San Pedro                   | 10 ottobre 1980                                     | 15 marzo 2003                                       | Base Navale di San Diego                            | George Philip Jr. (1912–1945)                                                 | |
| USS Samuel Eliot Morison (FFG-13)                   | Bath Iron Works, Bath                               | 11 ottobre 1980                                     | 10 aprile 2002                                      | Naval Station Mayport                               | Samuel Eliot Morison (1887–1976)                                              | Trasferita alla Marina turca come TCG Gokova (F 496) il 10 aprile 2002                                    |

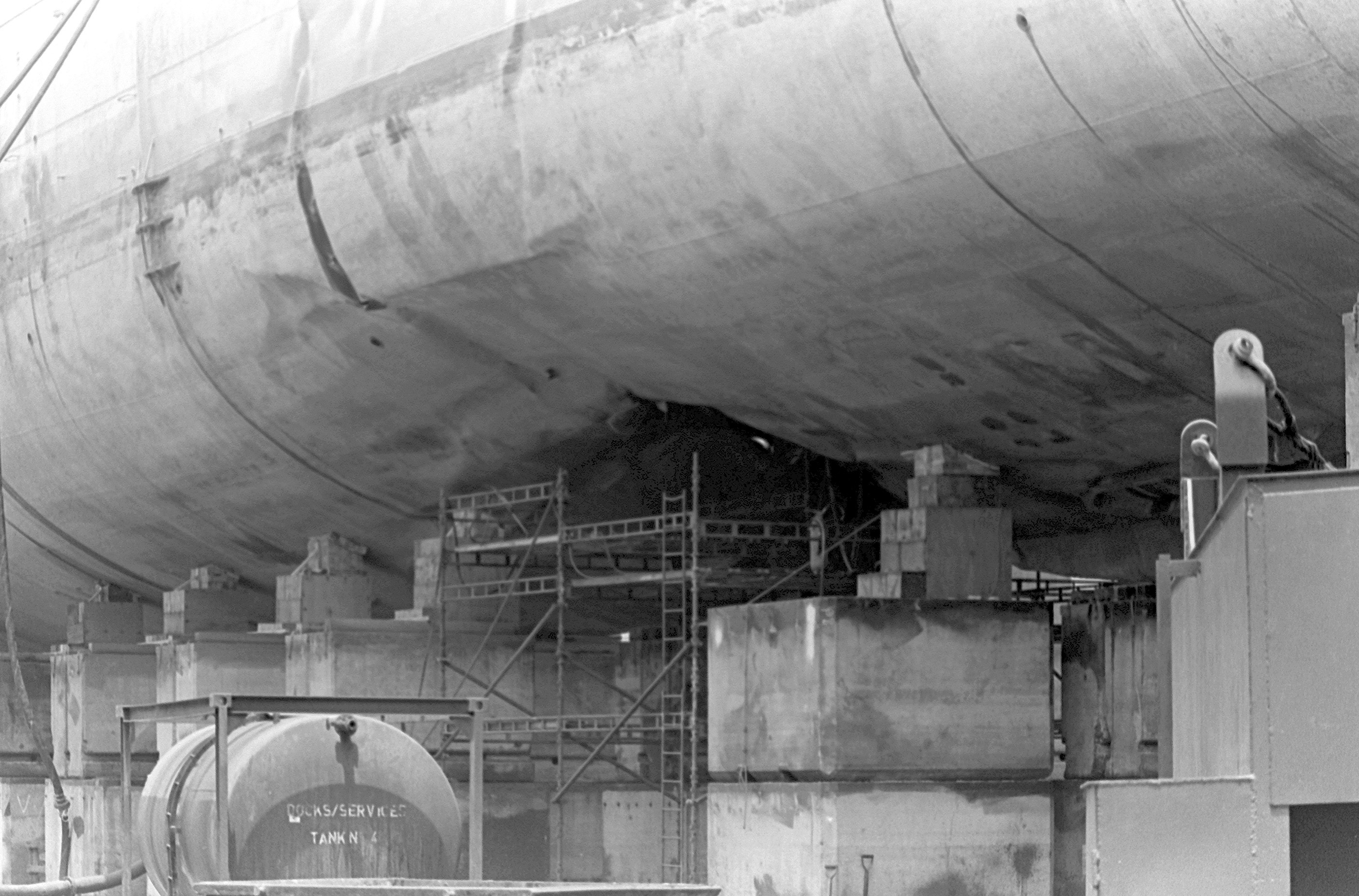
La Roberts ha avuto una falla a prua per una mina iraniana

| USS Sides (FFG-14)                                  | Todd Pacific Shipyards, San Pedro                   | 30 maggio 1981                                      | 28 febbraio 2003                                    | Base Navale di San Diego                            | John H. Sides (1904–1978)                                                     | |
| USS Estocin (FFG-15)                                | Bath Iron Works, Bath                               | 10 gennaio 1981                                     | 3 aprile 2003                                       | Naval Station Norfolk                               | Michael J. Estocin (1931–1967)                                                | Trasferita alla Marina turca come TCG Göksu (F 497) il 3 aprile 2003                                      |
| USS Clifton Sprague (FFG-16)                        | Bath Iron Works, Bath                               | 21 marzo 1981                                       | 2 giugno 1995                                       | Naval Station Mayport                               | Clifton Sprague (1896–1955)                                                   | Trasferita alla Marina turca come TCP Gaziantep (F 490) il 27 agosto 1997                                 |
| FFG-17                                              | Todd Pacific, Seattle                               | 15 novembre 1980                                    | 19 gennaio 2008                                     |                                                     |                                                                               | Consegnata alla Royal Australian Navy come HMAS Adelaide (FFG 01)                                         |
| FFG-18                                              | Todd Pacific, Seattle                               | 21 marzo 1981                                       | 12 novembre 2005                                    |                                                     |                                                                               | Consegnata alla Royal Australian Navy come HMAS Canberra (FFG 02)                                         |
| USS John A. Moore (FFG-19)                          | Todd Pacific Shipyards, San Pedro                   | 14 novembre 1981                                    | 1º settembre 2000                                   | Base Navale di San Diego                            | John Anderson Moore (1910–1944)                                               | Trasferita alla Marina turca come TCP Gediz (F 495) il 1º settembre 2000                                  |
| USS Antrim (FFG-20)                                 | Todd Pacific Shipyards, Seattle                     | 26 settembre 1981                                   | 8 maggio 1996                                       | Naval Station Mayport                               | Richard N. Antrim (1907–1969)                                                 | Trasferita alla Marina turca come TCP Giresun (F 491) il 27 agosto 1997                                   |
| USS Flatley (FFG-21)                                | Bath Iron Works, Bath                               | 20 giugno 1981                                      | 11 maggio 1996                                      | Naval Station Mayport                               | James H. Flatley (1906–1958)                                                  | Trasferita alla Marina turca come TCG Gemlik (F 492) il 10 ottobre 2001                                   |
| USS Fahrion (FFG-22)                                | Todd Pacific Shipyards, Seattle                     | 16 gennaio 1982                                     | 31 marzo 1998                                       | Naval Station Mayport                               | Frank G. Fahrion (1894–1970)                                                  | Trasferita alla Marina egiziana come Sharm El-Sheik (F 901) il 31 marzo 1998                              |
| USS Lewis B. Puller (FFG-23)                        | Todd Pacific Shipyards, San Pedro                   | 17 aprile 1982                                      | 18 settembre 1998                                   | Base Navale di San Diego                            | Lewis B. Puller (1898–1971)                                                   | Trasferita alla Marina egiziana come Toushka (F 906) il 18 settembre 1998                                 |
| USS Jack Williams (FFG-24)                          | Bath Iron Works, Bath                               | 19 settembre 1981                                   | 13 settembre 1996                                   | Naval Station Mayport                               | Jack Williams (1924–1945)                                                     | Trasferita alla Marina Reale del Bahrain come RBNS Sabha (FFG-90) il 13 settembre 1996                    |
| USS Copeland (FFG-25)                               | Todd Pacific Shipyards, San Pedro                   | 7 agosto 1982                                       | 18 settembre 1996                                   | Base Navale di San Diego                            | Robert W. Copeland (1910–1973)                                                | Trasferita alla Marina egiziana come Mubarak (F 911) il 18 settembre 1996, rinominata Alexandria nel 2011 |
| USS Gallery (FFG-26)                                | Bath Iron Works, Bath                               | 5 dicembre 1981                                     | 14 giugno 1996                                      | Naval Station Mayport                               | Fratelli Daniel (1901–1977), William (1904–1981) e Philip Gallery (1907–1973) | Trasferita alla Marina egiziana come Taba (F 916) il 25 settembre 1996                                    |
| USS Mahlon S. Tisdale (FFG-27)                      | Todd Pacific Shipyards, San Pedro                   | 27 novembre 1982                                    | 27 settembre 1996                                   | Base Navale di San Diego                            | Mahlon S. Tisdale (1890–1972)                                                 | Trasferita alla Marina turca come TCG Gokceada (F 494) il 5 aprile 1999                                   |
| USS Reid (FFG-30)                                   | Todd Pacific Shipyards, San Pedro                   | 19 febbraio 1983                                    | 25 settembre 1998                                   | Base Navale di San Diego                            | Samuel Chester Reid (1783–1861)                                               | Trasferita alla Marina turca come TCG Gelibolu (F 493) il 5 gennaio 1999                                  |
| USS Stark (FFG-31)                                  | Todd Pacific Shipyards, Seattle                     | 23 ottobre 1982                                     | 7 maggio 1999                                       | Naval Station Mayport                               | Harold Rainsford Stark (1880–1972)                                            | |
| USS Aubrey Fitch (FFG-34)                           | Bath Iron Works, Bath                               | 9 ottobre 1982                                      | 12 dicembre 1997                                    | Naval Station Mayport                               | Aubrey Fitch (1883–1978)                                                      | |
| FFG-35                                              | Todd Pacific Shipyards, Seattle                     | 29 gennaio 1983                                     | 7 novembre 2015                                     |                                                     |                                                                               | Consegnata alla Royal Australian Navy come HMAS Sydney (FFG 03)                                           |
| FFG-44                                              | Todd Pacific Shipyards, Seattle                     | 21 luglio 1984                                      | 9 dicembre 2007                                     |                                                     |                                                                               | Consegnata alla Royal Australian Navy come HMAS Darwin (FFG 04)                                           |

Scafo lungo
| U.S. Navy - Classe Oliver Hazard Perry — Long hull | U.S. Navy - Classe Oliver Hazard Perry — Long hull | U.S. Navy - Classe Oliver Hazard Perry — Long hull | U.S. Navy - Classe Oliver Hazard Perry — Long hull | U.S. Navy - Classe Oliver Hazard Perry — Long hull | U.S. Navy - Classe Oliver Hazard Perry — Long hull             | U.S. Navy - Classe Oliver Hazard Perry — Long hull                            |
| Nome                                               | Cantiere                                           | Entrata in servizio                                | Radiazione                                         | Base                                               | Intitolazione                                                  | Note                                                                          |
| -------------------------------------------------- | -------------------------------------------------- | -------------------------------------------------- | -------------------------------------------------- | -------------------------------------------------- | -------------------------------------------------------------- | ----------------------------------------------------------------------------- |
| USS McInerney (FFG-8)                              | Bath Iron Works, Bath                              | 15 dicembre 1979                                   | 31 agosto 2010                                     | Naval Station Mayport                              | Francis X. McInerney (1899–1956)                               | Trasferita alla Marina del Pakistan come PNS Alamgir (F260) il 31 agosto 2010 |
| USS Boone (FFG-28)                                 | Todd Pacific Shipyards, Seattle                    | 15 maggio 1982                                     | 23 febbraio 2012                                   | Naval Station Mayport                              | Joel Thompson Boone (1889–1974)                                |                                                                               |
| USS Stephen W. Groves (FFG-29)                     | Bath Iron Works, Bath                              | 17 aprile 1982                                     | 24 febbraio 2012                                   | Naval Station Pascagoula                           | Stephen W. Groves (1917–1942)                                  |                                                                               |
| USS John L. Hall (FFG-32)                          | Bath Iron Works, Bath                              | 26 giugno 1982                                     | 9 marzo 2012                                       | Naval Station Pascagoula                           | John L. Hall Jr. (1891–1978)                                   |                                                                               |
| USS Jarrett (FFG-33)                               | Todd Pacific Shipyards, San Pedro                  | 2 luglio 1983                                      | 17 ottobre 1981                                    | Base Navale di San Diego                           | Harry B. Jarrett (1898–1974)                                   |                                                                               |
| USS Underwood (FFG-36)                             | Bath Iron Works, Bath                              | 29 gennaio 1983                                    | 8 marzo 2013                                       | Naval Station Mayport                              | Gordon Waite Underwood (1910–1978)                             |                                                                               |
| USS Crommelin (FFG-37)                             | Todd Pacific Shipyards, Seattle                    | 18 giugno 1983                                     | 31 ottobre 2012                                    | Pearl Harbor                                       | Fratelli Crommelin                                             |                                                                               |
| USS Curts (FFG-38)                                 | Todd Pacific Shipyards, San Pedro                  | 8 ottobre 1983                                     | 25 gennaio 2013                                    | Base Navale di San Diego                           | Maurice E. Curts (1898–1976)                                   |                                                                               |
| USS Doyle (FFG-39)                                 | Bath Iron Works, Bath                              | 21 maggio 1983                                     | 29 luglio 2011                                     | Naval Station Mayport                              | James Henry Doyle (1897–1982)                                  |                                                                               |
| USS Halyburton (FFG-40)                            | Todd Pacific Shipyards, Seattle                    | 7 gennaio 1984                                     | 8 settembre 2014                                   | Naval Station Mayport                              | William D. Halyburton Jr. (1924–1945)                          |                                                                               |
| USS McClusky (FFG-41)                              | Todd Pacific Shipyards, San Pedro                  | 10 dicembre 1983                                   | 9 gennaio 2015                                     | Base Navale di San Diego                           | Wade McClusky (1902–1976)                                      |                                                                               |
| USS Klakring (FFG-42)                              | Bath Iron Works, Bath                              | 20 agosto 1983                                     | 22 marzo 2013                                      | Naval Station Mayport                              | Thomas B. Klakring (1904–1975)                                 |                                                                               |
| USS Thach (FFG-43)                                 | Todd Pacific Shipyards, San Pedro                  | 17 marzo 1984                                      | 1º novembre 2013                                   | Base Navale di San Diego                           | John Thach (1905–1981)                                         |                                                                               |
| USS De Wert (FFG-45)                               | Bath Iron Works, Bath                              | 19 novembre 1983                                   | 4 aprile 2014                                      | Naval Station Mayport                              | Richard De Wert (1931–1951)                                    |                                                                               |
| USS Rentz (FFG-46)                                 | Todd Pacific Shipyards, San Pedro                  | 30 giugno 1984                                     | 23 maggio 2014                                     | Base Navale di San Diego                           | George Rentz (1882–1942)                                       |                                                                               |
| USS Nicholas (FFG-47)                              | Bath Iron Works, Bath                              | 10 marzo 1984                                      | 17 marzo 2014                                      | Naval Station Norfolk                              | Samuel Nicholas (1744–1790)                                    |                                                                               |
| USS Vandegrift (FFG-48)                            | Todd Pacific Shipyards, Seattle                    | 24 novembre 1984                                   | 19 febbraio 2015                                   | Base Navale di San Diego                           | Alexander Vandegrift (1887–1973)                               |                                                                               |
| USS Robert G. Bradley (FFG-49)                     | Bath Iron Works, Bath                              | 30 giugno 1984                                     | 28 marzo 2014                                      | Naval Station Mayport                              | Robert G. Bradley (1921–1944)                                  |                                                                               |
| USS Taylor (FFG-50)                                | Bath Iron Works, Bath                              | 1º dicembre 1984                                   | 8 maggio 2015                                      | Naval Station Mayport                              | Jesse J. Taylor (1925–1965)                                    |                                                                               |
| USS Gary (FFG-51)                                  | Todd Pacific Shipyards, San Pedro                  | 17 novembre 1984                                   | 5 agosto 2015                                      | Base Navale di San Diego                           | Donald A. Gary (1903–1977)                                     |                                                                               |
| USS Carr (FFG-52)                                  | Todd Pacific Shipyards, Seattle                    | 27 luglio 1985                                     | 13 marzo 2013                                      | Naval Station Norfolk                              | Paul H. Carr (1924–1944)                                       |                                                                               |
| USS Hawes (FFG-53)                                 | Bath Iron Works, Bath                              | 9 febbraio 1985                                    | 10 dicembre 2010                                   | Naval Station Norfolk                              | Richard E. Hawes (1894–1968)                                   |                                                                               |
| USS Ford (FFG-54)                                  | Todd Pacific Shipyards, San Pedro                  | 29 giugno 1985                                     | 31 ottobre 2013                                    | Naval Station Everett                              | Patrick O. Ford (1942–1968)                                    |                                                                               |
| USS Elrod (FFG-55)                                 | Bath Iron Works, Bath                              | 21 settembre 1985                                  | 30 gennaio 2015                                    | Naval Station Norfolk                              | Henry T. Elrod (1905–1941)                                     |                                                                               |
| USS Simpson (FFG-56)                               | Bath Iron Works, Bath                              | 9 novembre 1985                                    | 29 settembre 2015                                  | Navale Station Mayport                             | Rodger W. Simpson (1898–1964)                                  | [ 6 ]                                                                         |
| USS Reuben James (FFG-57)                          | Todd Pacific Shipyards, San Pedro                  | 22 marzo 1986                                      | 1º agosto 2013                                     | Pearl Harbor                                       | Reuben James (c. 1776–1838)                                    |                                                                               |
| USS Samuel B. Roberts (FFG-58)                     | Bath Iron Works, Bath                              | 12 aprile 1986                                     | 22 maggio 2015                                     | NS Mayport, NS Norfolk dal 1994                    | Samuel B. Roberts (1921–1942)                                  |                                                                               |
| USS Kauffman (FFG-59)                              | Bath Iron Works, Bath                              | 28 febbraio 1987                                   | 18 September 2015                                  | Naval Station Norfolk                              | James L. Kauffman (1887–1963) e Draper L. Kauffman (1911–1979) |                                                                               |
| USS Rodney M. Davis (FFG-60)                       | Todd Pacific Shipyards, San Pedro                  | 9 maggio 1987                                      | 23 gennaio 2015                                    | Base navale di Yokosuka                            | Rodney Maxwell Davis (1942–1967)                               |                                                                               |
| USS Ingraham (FFG-61)                              | Todd Pacific Shipyards, San Pedro                  | 5 agosto 1989                                      | 30 gennaio 2015                                    | Naval Station Everett                              | Duncan Ingraham (1802–1891)                                    |                                                                               |

## Servizio ed evoluzione
Le Perry sono entrate in servizio come grandi navi di scorta, anzi, vista la loro mansione essenzialmente di scorta, sono diventate forse le navi di scorta più grandi e costose mai prodotte.
Entrate in linea in tempi assai brevi, hanno visto innumerevoli azioni navali, prevalentemente per il fatto che esse sono state schierate non solo con compiti di scorta ma anche di prima linea, ruolo per il quale esse non sono mai state intese, ma la loro polivalenza e il buon armamento le ha spesso portate nei punti più caldi delle crisi.
Esse hanno rimediato spesso alla carenza di cacciatorpediniere, scortando con una o due navi i gruppi portaerei, quelli corazzati, navi da sbarco ecc. sono state usate per la caccia ai sommergibili, anche se l'autonomia delle navi non si è dimostrata del tutto adeguata, essendo delle piccole unità a turbina, quindi con un carico di carburante non del tutto adeguato per i motori, mentre la velocità di 29 nodi è appena accettabile per molti di questi ruoli, come la caccia ai sottomarini atomici.
Le Perry hanno dimostrato modeste capacità di difesa aerea, e in generale un'elettronica non straordinariamente efficiente, nonostante il radar a lunga portata, non tipico di una fregata.
Le loro capacità di robustezza sono se non altro state curate bene, come si vede da spettacolari immagini di test esplosivi sulla nave capoclasse, investita da esplosioni con colonne d'acqua sollevate anche ad oltre 300 m di distanza.
L'episodio peggiore fu quello della USS Stark, colpita in un episodio mai chiarito da un Mirage F.1 iracheno, nel 1987. Per l'occasione, anziché un missile e 2 serbatoi l'aereo portava 2 missili e un serbatoio.
Entrambe le armi vennero lanciate e sorpresero totalmente la nave, colpendola in pieno. Uno dei missili squarciò lo scafo in prossimità del lanciamissili di prua. Se non fosse stato per la corazzatura di protezione del deposito verticale dei missili, forse questi sarebbero stati raggiunti dalle schegge e l'esplosione successiva avrebbe cancellato la nave dagli inventari dell'US Navy come anche dalla superficie del mare. Per fortuna l'altro missile colpì le sovrastrutture senza esplodere.
La nave ebbe dozzine di feriti e 37 morti, ma l'Iraq dichiarò che era stato un incidente involontario e gli USA accettarono le scuse. Ironicamente, l'anno dopo durante l'Operazione Praying Mantis altre Perry parteciparono al bombardamento delle piattaforme iraniane usate per i barchini incursori dei pasdaran. Questo episodio arrivò all'inizio di quello che si rivelò essere il mortale inizio dell'Operazione Earnest Will, durante la quale vennero cambiate di bandiera e scortate le petroliere nel Golfo Persico. Meno di un anno più tardi, il 14 aprile 1988, la fregata Samuel B. Roberts fu quasi affondata quando colpì una mina iraniana. Non ci furono perdite di vite umane, ma 10 marinai furono feriti e evacuati dalla nave per ricevere cure mediche. Gli Stati Uniti per ritorsione avviarono l'Operazione Praying Mantis, un attacco durato un giorno alle piattaforme petrolifere iraniane usate come basi per gli attacchi alle navi mercantili e per la deposizione delle mine che danneggiarono il Roberts. Entrambe le fregate vennero riparate nei cantieri USA e ritornarono in servizio.
Le possibilità di crescita delle Perry sono risultate limitate, per via principalmente dei compromessi ideati nella realizzazione dell'architettura della nave. Le navi hanno avuto i CIWS Phalanx, ma le prime 26 navi, con scafo più corto di 4 metri, non sono risultate idonee all'impiego degli elicotteri Sea Hawk, per cui hanno dovuto tenersi i precedenti LAMPS I Sea Sprite.
LAMPS (Light Airborne Multi-Purpose System) non è tanto un tipo di elicottero particolare, ma un "Sistema aeroportato navale per la lotta antisommergibile", che comprende anche gli apparati a bordo della nave. Le navi sono state in larga parte equipaggiate anche con sonar rimorchiabili e l'elettronica è stata aggiornata, con disturbatori attivi SIDEKICK e interfacce per i missili SM-1 più recenti, tanto che alcune navi dovrebbero aver ricevuto anche gli SM-2MR.
Molte Perry sono state tolte dalla prima linea, e alle volte, radiate dal servizio. In effetti, dopo pochi anni molte di queste fregate sono state messe in riserva, per il fatto che il loro numero, anche nella marina reaganiana, era considerato più che sufficiente, come il costo di esercizio, 16 milioni di dollari l'anno, non trascurabile. Molte altre navi più vecchie hanno inaspettatamente continuato, invece, a navigare (come le Knox).
Alcune Perry sono andate negli ultimi anni all'Egitto e alla Turchia.

### Australia

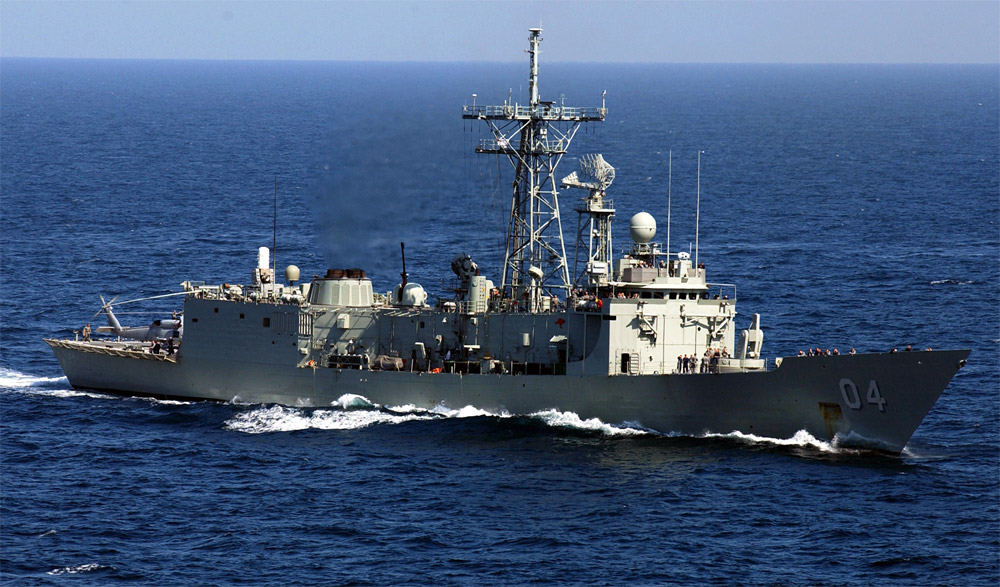
La fregata australiana HMAS Darwin (F-04)

Le Perry e derivate hanno avuto infatti una carriera di tutto rispetto con altre marine. La prima è stata quella Australiana, con le quattro unità della classe Adelaide:
- HMAS Adelaide (FFG 01)
- HMAS Canberra (FFG 02)
- HMAS Sidney (FFG 03)
- HMAS Darwin (FFG 04)

Altre 2 navi, stavolta costruite su licenza nei cantieri nazionali, sono entrate in servizio nel 1989, portando a 6 le unità australiane, e costituendo un altro parallelo con la Spagna, assieme al comune interesse per i caccia F-18 Hornet:
- HMAS Melbourne (FFG 05)
- HMAS Newcastle (FFG 06)

Le unità della classe Adelaide sono state viste come mezzi sostanzialmente economici per avere una capacità basica di difesa aerea di area.

### Spagna

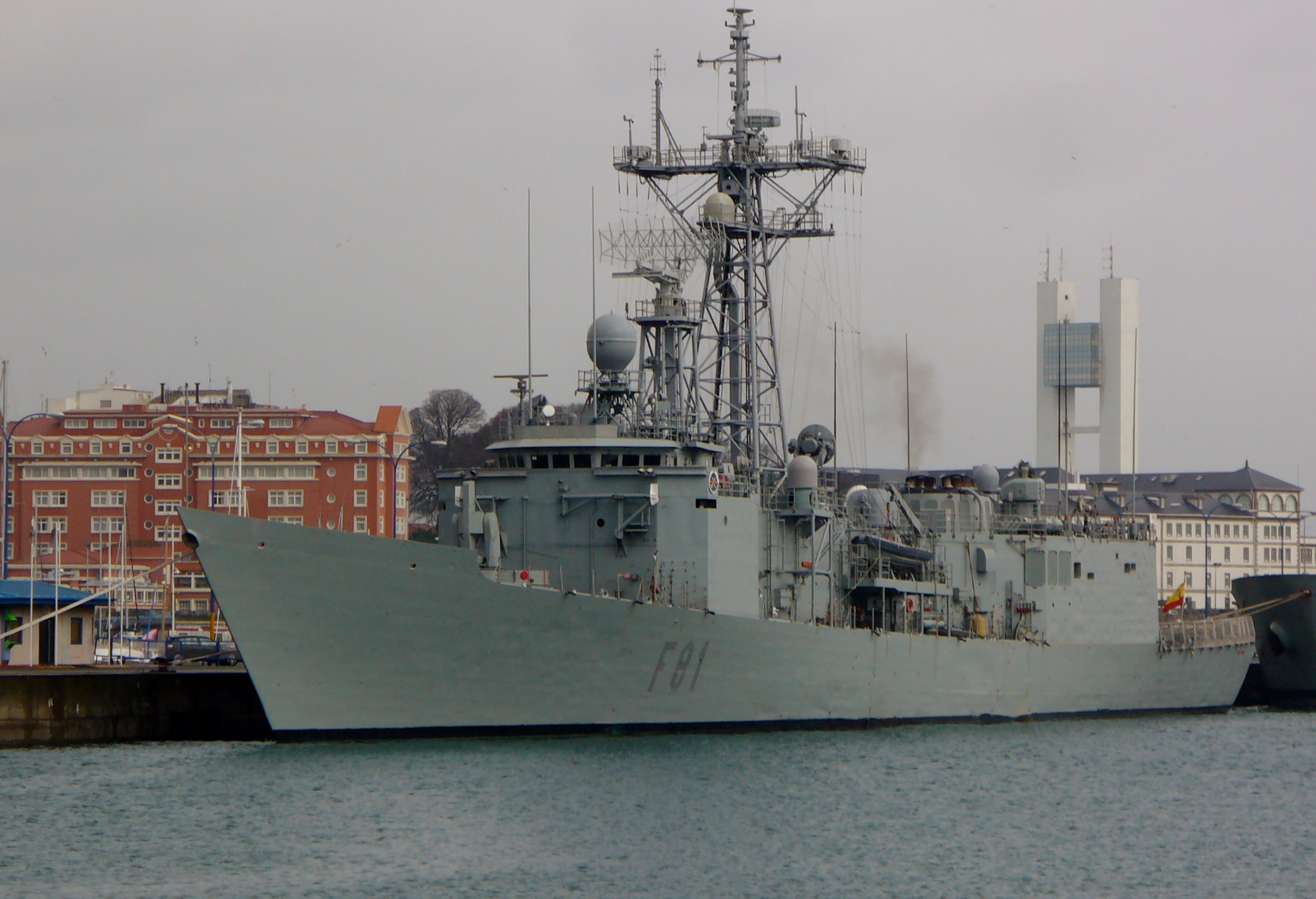
La fregata spagnola Santa María

La Spagna ha realizzato su licenza sei unità di questo tipo che nell'Armada Española costituiscono la classe Santa Maria:
- Santa María (F-81)
- Victoria (F-82)
- Numancia (F 83)
- Reina Sofía (F-84)
- Navarra (F-85)
- Canarias (F-86).

Come nel caso delle unità australiane sono state considerate come mezzi sostanzialmente economici per avere una capacità basica di difesa aerea di area.
Le unità della classe Santa María, a differenza delle unità Knox modificate, conosciute come Baleares, sono risultate simili a quelle americane, a parte il CIWS nazionale a 12 canne da 20mm Meroka.

### Turchia

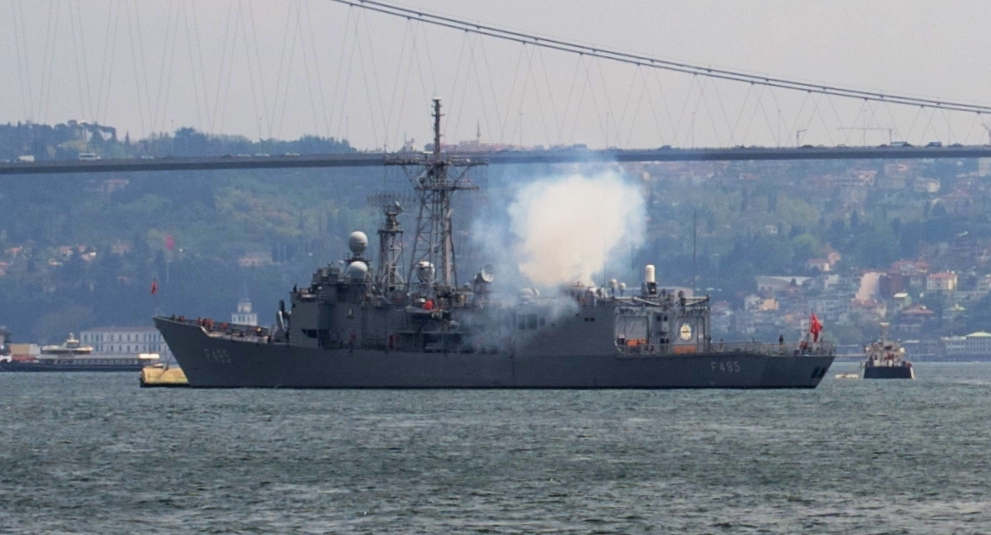
La fregata turca Gediz

Questa nazione ha avuto in servizio per molto tempo navi obsolete per la pur cospicua Marina militare nazionale. Il governo turco si è quindi rivolto agli USA (principale fonte dell'equipaggiamento militare della nazione) per avere, per la prima volta, un'adeguata difesa aerea imbarcata a medio raggio.
L'ultimo contratto è arrivato nel 2002, essendo la FFG-15 Estocin e la FFG-13 Roberts fornite con una serie di parti di ricambio e altre forniture, in pochi anni alla Marina turca sono giunte ben 9 fregate Perry di seconda mano. I costi sono stati molto limitati, se le ultime 2 navi sono state pagate, assieme alle suddette parti di ricambio, 110 milioni di dollari, pari a solo una parte del costo di una singola unità nuova armata con missili SM-1/2MR. Assieme alle fregate Meko 200, più robuste ma armate con missili SAM a minore raggio, le Perry hanno costituito un'importante miglioramento delle capacità operative della Marina turca.

### Taiwan

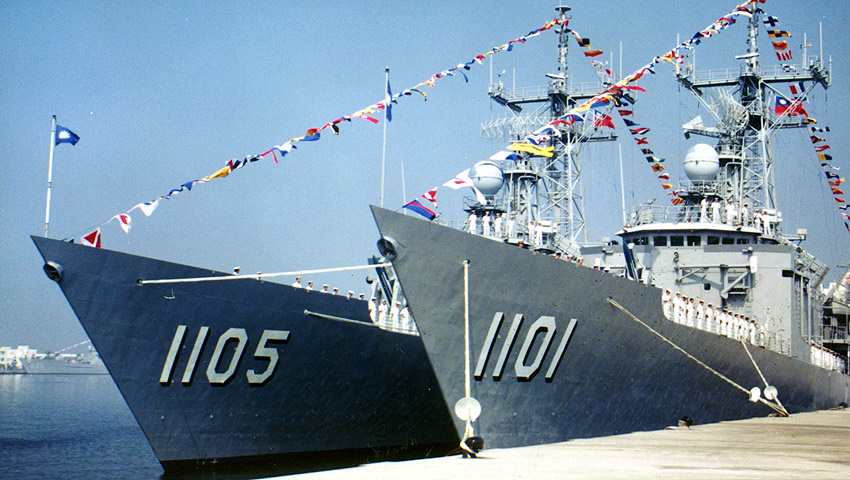
Due Perry della marina di Taiwan: Chi Kuang (PFG-1105) e Cheng Kung (PFG-1101)

Ma il cliente più importante è Taiwan. Questa nazione ha inteso aggiornare la propria flotta nell'ambito del confronto con la Cina Comunista, e tra i programmi vi sono stati il Kanghwa 1, basato sulle Perry. Sul momento, esso era basato su 3 lotti: 7 del primo, 5 del secondo, 4 del terzo.
Questo ambizioso programma comprendeva anche 16 La Fayette e 12-18 Knox ex-US Navy "in prestito", ma è stato ridimensionato a 7 Kanghwa-1, 6 Kanghwa-2 e 6 Knox.
Le navi del primo lotto, costruite sui cantieri nazionali, sono praticamente uguali alle precedenti. Sono apparse negli anni novanta. I nomi sono i seguenti: Cheng Kung (PFG-1101), Cheng Ho (PFG-1103), Chi Kuang (PFG-1105), Yueh Fei (PFG-1106), Tzu I (PFG-1107), Pan Chao (PFG-108), Chang Chien (PFG-1109) e Tian Dan (PFG-1110). A metà anni novanta ve ne erano 5 in servizio, ma la realizzazione della successiva serie di 5 navi comprendeva capacità antiaeree del tutto nuove, come un apparato AEGIS miniaturizzato, un cannone da 127mm Mk 45 e lanciamissili verticali Mk 42 VLS.
Essi erano stati già comprati, ma lo sviluppo dell'AEGIS non ha avuto successo in questa versione principalmente per carenza di fondi per la sua realizzazione, e così la fase 2 del programma è stata annullata, mentre il tipo 3 con altre 4 navi ancora migliorate non è andato oltre le intenzioni d'origine.
Una delle caratteristiche delle Perry taiwanesi è la presenza di 2 cannoni da 40mm ai lati degli hangar, per migliorare la difesa ravvicinata, per il resto vi sono migliorie varie all'elettronica, ma non particolarmente significative, come un radar migliorato per la scoperta aerea, un sistema ECM di tipo nazionale e altre attrezzature di dettaglio.

## Le Perry e le navi europee a confronto
La concezione di fregata missilistica (FFG) è molto diversa nella concezione tra la filosofia dell'US Navy e quella delle unità europee. Mentre queste ultime sono le principali navi delle loro marine, le fregate USA sono navi tutto sommato di seconda linea, al limite di appoggio ai vascelli maggiori della flotta, come i cacciatorpediniere e incrociatori missilistici, oltre ai gruppi anfibi e portaerei.
Le esigenze di scorta del traffico e del pattugliamento navale ha portato alla costruzione in serie, dopo alcuni tentativi poco riusciti quali ad esempio le unità della Classe Garcia, di navi in grande serie, con attrezzature per certi versi semplificate, per altri molto sofisticate.
Le Knox sono simili per molti aspetti alle unità europee, anche se dotate di un motore a un solo asse. Le Perry hanno due punti di forza, la coppia di elicotteri e il lanciamissili a medio raggio. Spesso le navi europee hanno solo un elicottero, ma soprattutto in genere non hanno avuto altro che un sistema di difesa aerea a corto raggio, come il Sea Sparrow o il Sea Cat. In compenso hanno un armamento migliore per le ridotte distanze in funzione antiaerea. Le fregate europee hanno solo saltuariamente missili SAM a medio raggio, ma le Perry hanno un solo radar di controllo del tiro e compromessi pesanti per la sistemazione cannoniera e altre attrezzature. I sistemi radar sono sofisticati e a lunga distanza per il tipo di nave, ma l'apparato motore, ad un solo asse, è sia semplice che limitato. Entro certi limiti, il progetto Perry è migliore di quelle altre navi, ma al contempo presenta limiti e semplificazioni. In generale, esse si sono dimostrate navi di valide capacità, e la migliore delle loro doti è quella di integrare navi di tipo europeo, con minori capacità di difesa aerea d'area (e quindi di altre unità navali oltre che se stesse), e costi accettabili per molte marine relativamente minori.